# Sydney Jordan
Pour les articles homonymes, voir Jordan.
Sydney Jordan (né en 1928 à Dundee) est un auteur de bande dessinée écossais, créateur des comic strips de science-fiction Jeff Hawke (1955-74) et Lance McLane (1976-88), tous publiés dans le Daily Mail. Peu connu dans le monde anglophone, Jeff Hawke a été extrêmement populaire en Italie et dans les pays scandinaves.

## Œuvres publiées en français
- Jeff Hawke, dans 17 numéros de Charlie Mensuel, 1971-80.
- Jeff Hawke, Glénat, 5 vol., 1979-81.
- Jeff Hawke, Glénat, 4 vol., 1982-86. Quatre premiers volumes d'une intégrale chronologique.

## Prix
- 1972 :  Prix Saint-Michel du meilleur dessinateur européen pour Jeff Hawke
- 1975 :  Prix du scénariste étranger au festival d'Angoulême
- 2003 :  Prix Haxtur de l'« auteur que nous aimons », pour l'ensemble de sa carrière